# Dondra
Dondra (en tamil: தேவேந்திரமுனை; o bien Dondra Head) es un cabo en el extremo sur de Sri Lanka, en el Océano Índico, cerca de la pequeña ciudad de Dondra y de Galle, en la provincia del Sur, en la parte meridional de ese país asiático. El faro de Dondra Head, las ruinas de varios templos hindúes de Tenawaram y un vihara (templo budista) se encuentran en las proximidades.
Dondhra fue hasta finales de siglo XVI un histórico templo hindú. Su deidad principal era el dios hindú Tenavarai Nayanar y en su apogeo fue uno de los lugares religiosos más famosos de la isla, contiene un millar de estatuas.